# سوزان ليم
سوزان ليم هي عالمة طفيليات ماليزية، ولدت في 14 فبراير 1952 في سرمبن في ماليزيا، وتوفيت في 2 أغسطس 2014 في بيتالينغ جايا في ماليزيا.